# Sed (유틸리티)
sed(stream editor)는 유닉스에서 텍스트를 분해하거나 변환하기 위한 프로그램이다. sed는 벨 연구소의 리 E. 맥마흔이 1973년부터 1974년까지 개발하였고, 현재 유닉스 등의 여러 가지 운영 체제에서 사용 가능하다.

## 역사
버전 7 유닉스에서 처음 등장한 sed는 데이터 파일의 명령 줄 처리를 위해 개발된 초기 유닉스 명령어들 가운데 하나이다. 대중적인 grep 명령어의 뒤를 자연스럽게 이을 정도로 발전하였다. 원래는 치환을 목적으로 한 grep(g/re/p)의 상이형인 "g/re/s"이었다. 개별 명령어를 위해 추가적인 특수 목적의 프로그램들이 등장할 것으로 예견하면서 맥마흔은 범용 목적의 라인 지향 스트림 편집기를 작성하였으며, 이것이 sed로 되었다.

## 사용법

### 치환 명령어
다음의 예는 sed의 가장 일반적인 치환의 예이다. 이 사용법은 실제로 sed의 원래 동기와 부합한다:
```
sed
 
's/regexp/replacement/g'
 
inputFileName
 
>
 
outputFileName

```

### 기타 sed 명령어
치환 외에도 25개의 sed 명령을 사용하여 다른 형태의 단순한 처리가 가능하다. 이를테면, 다음의 경우 d 명령어를 사용하여 비어있거나 공백만 포함하는 줄을 삭제한다:
```
sed
 
'/^ *$/d'
 
inputFileName

```

### 필터로서의 사용
유닉스에서 sed는 파이프 안에 필터로 종종 사용된다:
```
generateData
 
|
 
sed
 
's/x/y/g'

```

즉, "generateData"와 같은 프로그램은 데이터를 만든 다음 x를 y로 대체하는 사소한 변경을 취한다.
- 예 :

```
$ 
echo
 
xyz
 
xyz
 
|
 
sed
 
's/x/y/g'

yyz yyz

```

### 파일 기반 sed 스크립트
한 줄에 하나의 명령으로 여러 sed 명령을 subst.sed와 같은 스크립트 파일 안에 넣으면 유용할 수 있으며 -f 옵션을 사용하면 파일로부터 s/x/y/g와 같은 명령을 실행할 수 있다.
```
sed
 
-f
 
subst.sed
 
inputFileName
 
>
 
outputFileName

```

### 수정 편집
GNU sed에 도입된 -i 옵션을 사용하면 파일의 직접 수정을 가능케 한다. 이를테면 다음과 같다:
```
sed
 
-i
 
's/abc/def/'
 
fileName

```

## 같이 보기
- AWK